# Madhupur
Madhupur (en bengali : মধুপুর) est une upazila du Bangladesh dans le district de Tangail. En 2011, on y dénombrait 296 729 habitants.